# Babino (województwo podlaskie)
Babino – wieś w Polsce położona w województwie podlaskim, w powiecie białostockim, w gminie Choroszcz.
W latach 1975–1998 miejscowość administracyjnie należała do województwa białostockiego.
W dniu 22 marca 1952 w miejscowości Babino, w pobliżu szosy Warszawa-Białystok, doszło do likwidacji patrolu Narodowego Zjednoczenia Wojskowego (NZW) dowodzonego przez Stanisława Franciszka Grabowskiego pseud. "Wiarus". Stanisław Grabowski był jednym z najdłużej walczących żołnierzy antykomunistycznego podziemia niepodległościowego w powojennej Polsce. W czasie przedzierania się z obławy Wiarus i dwaj inni partyzanci (Edward Wądołowski pseud."Humorek" i Lucjan Zalewski pseud."Żbik") zginęli z bronią w ręku.
Wierni kościoła rzymskokatolickiego należą do parafii św. Józefa w Złotorii.

## Transport
Przez miejscowość przechodzą drogi.
- droga międzynarodowa E67: Helsinki – Kowno – Warszawa – Praga,
- droga ekspresowa S8: Kudowa-Zdrój – Wrocław – Warszawa – Białystok – Suwałki – Budzisko